# Giovanni da Cascia
Giovanni da Cascia, auch Giovanni da Firenze, Magister Jovannes de Cascia oder Ghiovanni da Chascina (aktiv in der 1. Hälfte des 14. Jahrhunderts) war ein italienischer Komponist des späten Mittelalters.

## Leben und Wirken
Giovannis Namensbestandteil da Cascia deutet auf eine Herkunft aus Cascia hin, einer Ortschaft im heutigen Stadtgebiet von Florenz. Es sind von ihm keine direkten Lebensdaten überliefert, weder Datum noch Jahr seiner Geburt, auch nicht Datum, Jahr und Ort seines Ablebens. Der Komponist gehört mit Jacobus de Bononia und Piero da Firenze zur frühesten Generation der Komponisten dieses Jahrhunderts, etwa im Zeitraum von 1310 bis 1360, somit zu den frühesten und wichtigsten Komponisten des musikalischen Trecento. Auch über die frühen Jahre und die Ausbildung von Giovanni sind keine Informationen überliefert, ebenso gibt es nur spärliche Angaben über sein Leben. Es ist nicht einmal gesichert, ob er mit Ser Giovanni degli Organi identisch ist, der um 1360 als Musiker an der Kirche Santa Trinità in Florenz gewirkt hat. Der Name des Komponisten erscheint mehrfach in den Listen der Bruderschaft Compagnia dei Laudensi di Santa Reparata; er wird hier im Jahr 1345 als Kammerherr und von 1345 bis 1362 mit Unterbrechungen als Hauptmann oder Ratgeber bezeichnet. Es gibt auch Porträts von Giovanni da Cascia in zeitgenössischen Handschriften; in der einen trägt er ein Organetto in der Hand, und in der anderen, einem Kodex aus Bologna, hält er auf der Abbildung eine Fiedel und wird hier Maestro Zovane genannt. In beiden Manuskripten folgen seinem Eintrag die der Komponisten Jacomo und Piero da Firenze. Die Art der Darstellung in beiden Handschriften, insbesondere die aus dem Squarcialupi-Codex, lassen vermuten, dass Giovanni nicht geistlichen Standes war.
Der Schriftsteller Filippo Villani schreibt in seiner Veröffentlichung Liber de origine civitatis Florentiae, erschienen zwischen 1380 und 1390, dass Giovanni da Cascia sich etwa um 1340 am Hof von Luchino Visconti aufgehalten hat, sowie auch in Verona und Padua am Hof der Scala bei den Brüdern Mastino II. und Alberto della Scala von 1329 bis 1351, vielleicht auch um das Jahr 1363. In dem Stück »Con brai assai« beschreibt Giovanni eine Jagd entlang la riva d’Adda, einer Gegend, die in dieser Zeit zum Herrschaftsgebiet der Viscontis gehörte. Es gibt von Giovanni außerdem drei Madrigale, in denen von dem Musikwissenschaftler Enrico Paganuzzi (1997) ein lobrednerischer Zweck für die im Jahr 1350 erfolgte Hochzeit von Bernabò Visconti mit Beatrice (genannt Regina), der Tochter von Mastino II., herausgelesen wurde. Weiterhin besteht die Vermutung, dass Giovannis Madrigale »Appress’un fiume chiaro« und »O perlaro gentile«, zusammen mit weiteren Madrigalen von Piero da Firenze und Jacobus de Bononia, von Mastino II. als Beiträge für einen Wettbewerb erbeten wurden, der möglicherweise für die Hochzeit von Francesco Bevilacqua und Anna Zavarise im Jahr 1334 veranstaltet wurde.

## Bedeutung
Giovanni da Cascia gehört mit den von ihm überlieferten Werken zu den wichtigsten Komponisten des Trecento. Er war der erste Komponist vor Francesco Landini, dessen Werke in weiteren norditalienischen Quellen auftauchen; er war auch zu seinen Lebzeiten bekannt für seine soni multi et ballate. Davon ist jedoch in seinen überlieferten Werken nichts zu finden, weshalb der Musikwissenschaftler Nino Pirrotta im Jahr 1992 vorgeschlagen hat, ihm zwei monodische Balladen und zusätzlich fünf Madrigale zuzuschreiben. Es sind lyrische Texte, deren Autorschaft überwiegend anonym ist, teilweise aber von Giovanni da Cascia selbst stammen könnten und vermutlich autobiographisch sind. Unbestritten ist Giovannis Urheberschaft der Musik von 19 Madrigalen; drei davon liegen in kanonischer Form vor. Ein weiteres Werk, »Per ridd’andando ratto«, gilt als das einzige Beispiel eines Kanons mit einem Ritornell. Der Text von »Agnel son bianco« wurde Franco Sacchetti zugeschrieben. Die verschiedenen Varianten, die es zu etlichen Madrigalen Giovannis gibt, gehen wohl auf den improvisatorischen Ansatz des Komponisten oder auf die Initiative der Kopisten zurück, vielleicht aber auch auf die Unsicherheit der Kopisten, wie die streng italienische Notierung der Stücke zu deuten sei. Dies rührt auch daher, dass häufig die vorkommenden Mensurwechsel (novenaria zu duodenaria), beispielsweise bei der Longa-Notation, nicht wie sonst üblich, mit den zugehörigen Buchstaben angezeigt wurden.
Die Werke von Giovanni da Cascia sind noch um 1420 aufgeführt worden; zu den ältesten Stücken gehören einige kurze Werke, die einigen häufigen Gebrauch von Quint- und Oktavparallelen sowie Unisoni zeigen. In den späteren Madrigalen Giovannis wird eine breiter angelegte Phrasierung und eine reichere rhythmische Gestaltung sichtbar.

## Werke
Es gibt dreizehn Quellen, die das Œuvre von Giovanni da Cascia überliefern; sie stammen ursprünglich aus Florenz und Norditalien und werden heute in italienischen, französischen, und englischen Bibliotheken aufbewahrt. Die größte Anzahl mit 18 Werken befindet sich in einer italienischen Quelle (I-Fl 87), gefolgt von 12 Stücken in I-Fn 26 und 10 in I-Fsl 2211; weniger sind es in den Florentiner Sammlungen in England (GB-LBL 29987) mit 5 und in Frankreich (F-Pn 568) mit 4 Werken. Alle übrigen Quellen enthalten nur vereinzelte Stücke. Es folgen Kompositionen, die in mehreren Quellen enthalten sind:
- »La bella stella«
- »Agnel son bianco«
- »Più non mi curo«
- »Appress’un fiume chiaro«
- »O perlaro gentil«
- »O tu cara sciença mie musica«
- »Nascoso el viso«
- »Nel meço a sey paon«, Text in Form eines Strambotto
- »Togliendo l’un l’altra«, eine Imitation des Sonetts »Io non potrei già mai tener converto« von Manetto da Filicaia (Tavani)
- »Donna già fu’ leggiadra«, Text in Form eines Strambotto
- »Sedendo all’ombra«
- »Fra mille corvi una cornacchia« (Autorschaft von Giovanni da Cascia unsicher)
- »De[h], come dolcemente«
- »In sulla ripa del dorato fiume«
- »Quando la stella press’a l’alba«.

## Ausgaben
- G. Reaney (Hrsg.): The Manuscript London, British Museum Add. 29987, Faksimile, ohne Ortsangabe 1965 (= Musical Studies and Documents Nr. 13)
- F. Alberto Gallo (Hrsg.): Il codice musicale Panciatichi 26 della Biblioteca Nazionale di Firenze, Faksimile, Florenz 1981
- F. Alberto Gallo (Hrsg.): Il Codice Squarcialupi Facsimile Edition and Studies, Florenz / Lucca 1992
- Nino Pirrotta (Hrsg.): Il Codice Rossi, Lucca 1992
- Nino Pirrotta (Hrsg.): The Music of Fourteenth Century Italy, Band I/1, Amsterdam 1954 (= Corpus mensurabilis musicae Nr. 8/1)
- W. Th. Marrocco (Hrsg.): Italian Secular Music, München 1967 (= Polyphonic Music of the Fourteenth Century Nr. 6)
- G. Corsi (Hrsg.): Rimatori del Trecento, Turin 1969
- G. Corsi (Hrsg.): Poesie musicali del Trecento, Bologna 1970.